# ماکیکو فوتاکی
ماکیکو فوتاکی (انگلیسی: Makiko Futaki; ۱۹ ژوئن ۱۹۵۸ – ۱۳ مهٔ ۲۰۱۶) پویانما، تصویرگر، و مؤلف (پدیدآور) اهل ژاپن بود. وی بین سال‌های ۱۹۷۹ تا ۲۰۱۴ میلادی فعالیت می‌کرد.